# Paul Sahli
Paul Sahli (* 24. April 1948) ist ein Schweizer Balljongleur aus dem Kanton Solothurn.
Paul Sahli war einst eine der meisteingetragenen Personen im Guinness-Buch der Rekorde. In seiner bisherigen Karriere stellte er 64 Weltrekorde (Stand 2009) auf, sämtliche Rekorde haben mit Bällen und Jonglieren (meist mit den Füßen) zu tun. Paul Sahli lebt in Lostorf in der Schweiz.

## Weltrekorde (Auswahl)
- 1985: Fußballjonglieren auf Distanz: 25 Kilometer in 6 Stunden 40 Minuten.
- 1986: 100 Meter Lauf-Fußballjonglieren in 18,55 Sekunden.
- 1987: Non-Stop an Ort jonglieren: 14 Stunden 17 Minuten 40 Sekunden, das heisst 94.360 Ballberührungen, ohne dass der Ball je den Boden berührte.
- 1995: Medizinballjonglieren: 1 Stunde 6 Minuten oder 8.107 mal einen 3 Kilogramm schweren Medizinball auf den Füßen, ohne dass der Ball je den Boden berührte. Dies entspricht einer Gewichtsverlagerung von über 24 Tonnen.
- 2001: Einen Tennisball jonglieren an Ort: 2 Stunden 40 Sekunden = 14.000 Ballberührungen.
- 2002: Eine Billardkugel auf den Füssen jonglieren: 51 Minuten 55 Sekunden = 5.200 Ballberührungen.
- 2002: Feuerwehrleiter hochjonglieren mit Fußball, 111 Stufen.
- 2004: Feuerwehrleiter hochjonglieren mit Tennisball, 50 Stufen.
- 2007: Feuerwehrleiter hochjonglieren mit Tennisball, 53 Stufen.